# Keizerlijke Garde

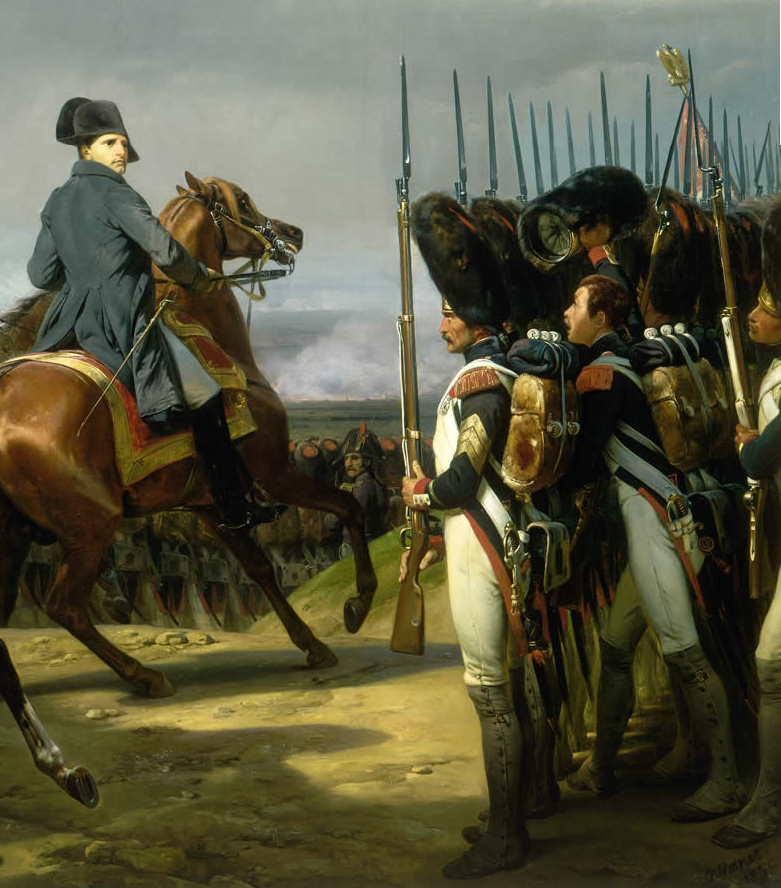
Napoleon en een infanterie-eenheid van de Keizerlijke Garde

De Keizerlijke Garde (Frans: Garde impériale) werd op 18 mei 1804 opgericht door Napoleon Bonaparte. Dit korps ontstond uit de Consulaire Garde, opgericht op 28 november 1799 door de unie van Garde van de directie (Garde du Directoire exécutif) en de Grenadiers van de legislatuur (Grenadiers près la Représentation nationale). Deze formaties hadden oorspronkelijk als belangrijkste taak het beschermen van de uitvoerende en wetgevende macht van de Franse Republiek.
De Keizerlijke Garde was een belangrijke machtsfactor voor Napoleon en volledig aan hem toegewijd.
Keizer Napoleon III richtte na zijn troonsbestijging wederom een Keizerlijke Garde op, maar deze bereikte nimmer dezelfde status als die van zijn voorganger.

## De Garde en Napoleon
Toen Napoleon in 1799 eerste consul werd, vond hij het noodzakelijk om over een grotere escorte te beschikken. In 1799 bestond de Consulaire Garde uit een regiment grenadiers, een regiment lichte infanterie en twee lichte cavalerieregimenten, later Grenadiers à cheval genoemd, Chasseurs (Jagers te paard) en een batterij lichte artillerie, in totaal ongeveer 1300 man en acht kanonnen.
Bij de slag bij Marengo telde de Garde 2100 man en bij de evolutie in 1804 naar Keizerlijke Garde ongeveer 8000 soldaten en 24 kanonnen. In 1812 was het aantal opgelopen tot bijna 100.000 man, opgedeeld in 4 divisies en waarin alle wapenen waren opgenomen. Volgens de complet d'organisation of het theoretische totaal van al de eenheden waarvan de oprichting bij decreet was afgekondigd, bereikte la Garde impériale haar grootste omvang in 1814 met 112.482 man. Maar in werkelijkheid beschikte Napoleon begin januari 1814 slechts over 44.000 gevechtsklare officieren en manschappen. De aantallen in de complet d'organisation waren dus eerder een weergave van targets dan van effectieven of werkelijke sterkte.

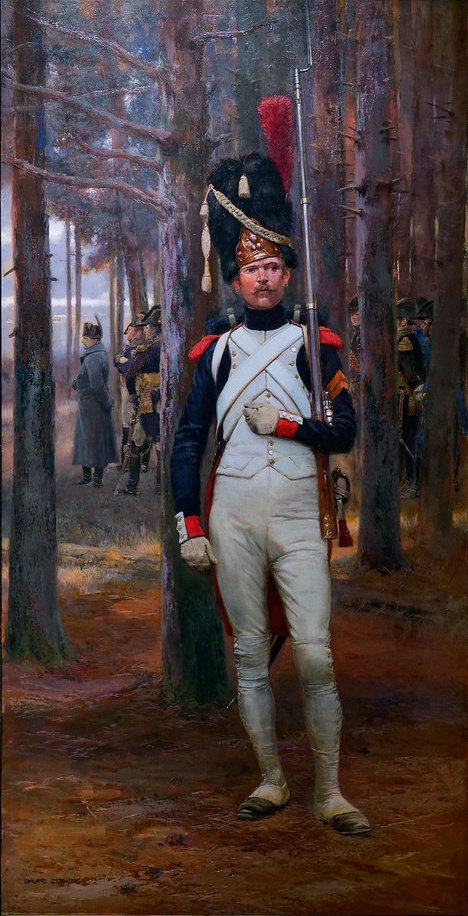
Keizerlijke Oude Garde

Ze werd uiteindelijk opgedeeld in Jonge, Midden en Oude Garde met ieder hun eigen cavalerie-, artillerie- en infanterie-eenheden (de bekende grenadiers). De Keizerlijke Garde bestond uit de volgende eenheden:
Staf

Opgericht in 1806, het bevatte de 4 colonel-generals die de divisies commandeerden, alle Maréchals de France met een veldcommando, een Inspecteur en een Commissaris van Oorlog, 24 aides de camp en een aantal gespecialiseerde onderofficieren en manschappen.
Infanterie
- 3 regimenten Grenadiers te Voet (Grenadiers à Pied) (een 4e regiment werd in 1815 opgericht);
- 2 regimenten Jagers te Voet (Chasseurs à Pied) (een 3e en 4e regiment werden in 1815 opgericht);
- 1 regiment Fusiliers-Grenadiers;
- 1 regiment Fusiliers-Chasseurs;
- 2 regimenten Tirailleurs-Grenadiers;
- 2 regiment Tirailleurs-Chasseurs (in 1812 totaal 6 regimenten, in 1814 totaal 16 regimenten);
- 1 Regiment Voltigeurs (in 1814 totaal 16 regimenten);
- 1 Regiment Flanqeurs-Grenadiers (voor de Russische Veldtocht in 1812);
- 1 Regiment Flanqeurs-Chasseurs (voor de Russische Veldtocht in 1812).

Cavalerie
- 1 regiment Jagers te Paard (inclusief een eskadron mammelukken);
- 1 regiment Grenadiers te Paard van de Keizerlijke Garde (les Grand Talons of De Goden);
- 1 regiment Dragonders van de Keizerin;
- 3 regimenten Lansiers (1e Regiment Poolse-, 2e Regiment Hollandse- en 3e Regiment Litouwse Lansiers, de laatste inclusief een eskadron Lipka-Tataren);
- 1 Regiment Elite Gendarmes (te paard en te voet);
- Na 1812 werden opgericht 3 regimenten Eclaireurs en 4 regimenten Garde d'Honneurs.

Artillerie en Specialisten'
- 1 regiment Artillerie te voet (in 1813 aangevuld met een regiment Artillerie te voet van de Jonge Garde);
- 1 regiment Bereden Artillerie;
- Artillerietrein en Artilleriepark van de Garde;
- Genie van de Garde;
- Mariniers van de Garde.

Om opgenomen te worden in de Oude Garde moest de kandidaat voldoen aan volgende voorwaarden:
- tien jaar dienst kunnen bewijzen
- kunnen lezen en schrijven
- van goed gedrag zijn
- geciteerd zijn voor moedig gedrag
- minstens 35 jaar oud zijn

Voor de Midden- en Jonge Garde golden deze eisen niet.
De Garde werd terughoudend ingezet door de keizer, meestal in de eindfase van een slag om een beslissing af te dwingen en ze deed dat steeds succesvol. De Garde leidde officieren en onderofficieren op en was het referentiekader voor andere eenheden waaraan deze zich spiegelden. Rekruten die bij hen werden opgeleid gingen zich snel als volwaardige soldaten gedragen. De Garde werd beter betaald en was beter uitgerust dan de andere eenheden. De desastreuze veldtocht van Napoleon naar Rusland in 1812 was ook bij deze eenheid voelbaar. Veel veteranen waren gesneuveld of vermist en hun vervangers hadden niet dezelfde gevechtservaring. De ontbinding van La Grande Armée, de verliezen in 1813 en 1814 en de campagne in Spanje droegen bij tot het kwaliteitsverlies.
Tegen maart 1814 was het effectief van de Garde tot ongeveer 17% gestegen door de beste rekruten op te nemen. Dat ging uiteraard ten koste van de kwaliteit van de andere eenheden en vooral die van de pelotonscommandanten.
In 1813 en 1814 werd de Garde geregeld ingezet en tijdens de slag bij Ligny en slag bij Quatre-Bras presteerde ze goed.

### Eerste actie van de Garde in de Slag bij Waterloo
Volgens de complet d'organisation of het theoretische totaal van al de eenheden waarvan de oprichting bij decreet was afgekondigd, had la Garde impériale in 1815 een sterkte van 25.870 man.
Michel Ney gaf tijdens de Slag bij Waterloo rond 16u00 het bevel om het geallieerde centrum via cavaleriecharges aan te vallen. De Lichte Cavalerie van de Garde, onder luitenant-generaal Lefèbvre-Desnouettes (2000 ruiters) sloot zich aan bij de 3000 kurassiers onder Jean-Baptiste Milhaud. Deze aanval liep stuk tussen de geallieerde carrés. Rond 16u20 bemerkte Wellington voor het eerst de troepen van Blücher die oprukten naar zijn linkervleugel. Napoleon keurde de autonome actie van Ney af.
Rond 17u00 besloot Napoleon zelf tot een tweede cavaleriecharge tegen het vijandelijk centrum. Op eigen initiatief sloot de Zware Cavalerie van de Garde zich hierbij aan. 6000 ruiters stormden opnieuw voorwaarts en Ney verloor die dag daarbij zijn vierde paard. Een half uur later was de Franse aanval doodgebloed. Hun cavalerie leed 30 à 40% verliezen.

### De Garde en Plancenoit
Toen Plancenoit voor de eerste maal veroverd werd door de troepen van Blücher en hun kanonskogels de omgeving van het hoofdkwartier van Napoleon troffen, besloot de keizer de Jeune Garde in te zetten. De Jonge Garde (4000 man) stond onder de leiding van haar divisie-generaal Philippe Duhesme en werd gesteund door de artillerie van de reserve en van het VIe korps. Plancenoit werd heroverd. Twee Pruisische tegenaanvallen waren nodig om de Fransen rond 18u00 opnieuw te verdrijven.
Napoleon kreeg van zowel Ney als Georges Mouton en Duhesme vraag om versterking maar besloot twee bataljons van de Oude Garde naar Plancenoit te sturen. Elf bataljons werden in carréformatie opgesteld tussen La Belle Alliance en Rossomme, klaar om even waar in te grijpen.
De aanval van de Oude Garde toonde haar onverschrokkenheid en aanvalskracht. Eén bataljon grenadiers en één bataljon Jagers te Paard, in totaal 1100 man, verdreven tegen 18u30 veertien Pruisische bataljons uit Plancenoit. De Jonge Garde naam opnieuw haar plaats in het dorp in. Een nieuwe Pruisische aanval dwong ook de veteranen terug in het dorp.

### De Garde en de eindfase van de slag
Nu zijn rechterflank gestabiliseerd was besloot Napoleon negen van de twaalf bataljons van de Garde in te zetten voor een ultieme aanval (sommige historici spreken over zes of zeven). Drie bleven in reserve bij La Belle Alliance. Bij La Haie Sainte, amper 550 m verwijderd van Wellingtons centrum droeg hij het bevel over aan Ney. De keizer liet zijn troepen geloven dat het de troepen van Emmanuel de Grouchy waren die naderden om hun moreel op te krikken. In werkelijkheid hadden andere bataljons al kennisgemaakt met de naderende Pruisen.
5000 gardisten en 16 stuks artillerie trokken op voor deze beslissende aanval. Bij het oprukken viel het vijfde paard onder Ney getroffen neer. Hij besloot dan maar te voet verder te marcheren. De 3e Nederlandse Divisie onder David Hendrik Chassé met 6800 man had intussen de linie van Wellington versterkt, samen met andere bijeengeraapte eenheden. Enkele Britse en Duitse eenheden moesten wijken onder de druk, echter een bajonet-aanval door Nederlandse troepen onder kolonel Detmers verdreef bataljons van het 3e en 4e regiment Grenadiers van de Garde van de kam.
Het 3e Regiment Jagers van de Garde marcheerde over de kam, in de richting van de Britse infanterie, onder meer de Guards van Peregrine Maitland. Na enkele salvo's verloren de Jagers alle samenhang en maakten rechtsomkeert. Ook de aanval van het 4e Regiment Jagers tegen de troepen van de brigade Adam liep faliekant af. Tegen 19:40 uur trokken de Franse gardebataljons zich terug.
Drie bataljons van de Oude Garde poogden nog de vijandelijke opmars te stoppen. Ze stelden zich in carrés op, even ten zuiden van La Belle Alliance. Brigadegeneraal Pierre Cambronne, commandant van het 1e Regiment Jagers zou de vraag om zich over te geven beantwoord hebben met het legendarische antwoord La Garde meurt et ne se rend pas (De Garde sterft, maar geeft zich niet over). Een andere variant hierop geeft aan dat hij simpelweg Merde zou hebben geroepen, dat bekend zou worden als Le mot de Cambronne. In werkelijkheid gaf Cambronne zich over aan een bataljon landwehr (militia) van de Hanoverianen toen hij door zijn vluchtende manschappen in de steek gelaten werd.

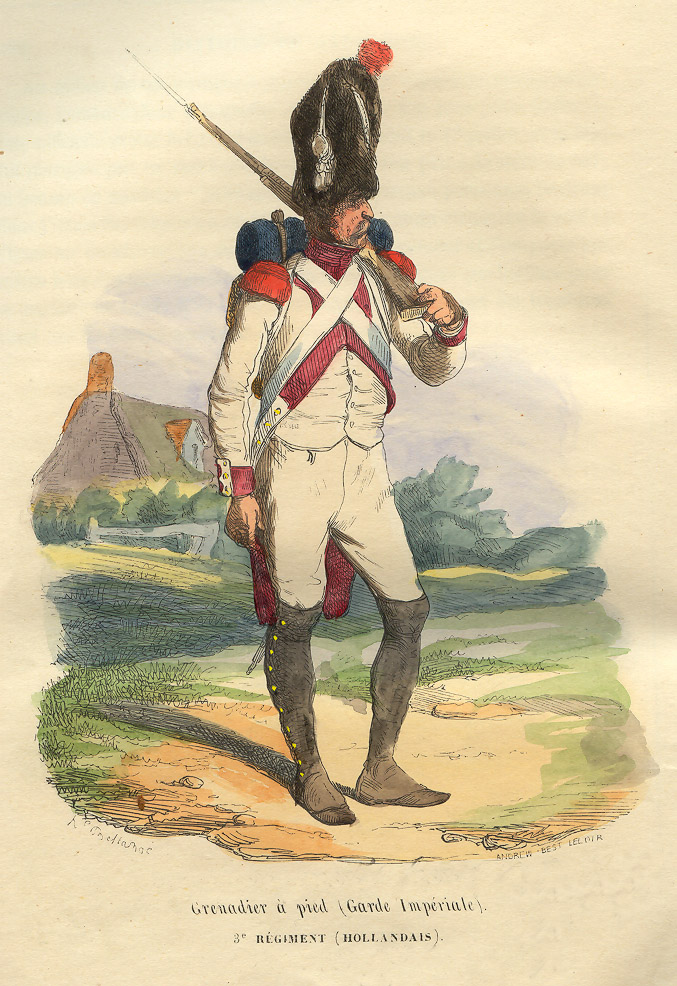
Grenadier van het 3e regiment

### Nederlanders in dienst bij de Garde
Van de Garde maakte onder andere het Nederlandse 3e Garderegiment grenadiers te voet deel uit. Dit regiment was in 1806 gecreëerd als de Koninklijke Garde, toen Lodewijk Napoleon Bonaparte Koning van het Koninkrijk Holland was. Toen het Koninkrijk in 1810 geannexeerd werd door Frankrijk ging de Koninklijke op in de Keizerlijke Garde. De meeste grenadiers kwamen om tijdens de Veldtocht naar Rusland; alleen al de zware tocht richting Moskou kostte zo'n 40% het leven. Op 17 november 1812 offerde Napoleon het 3e regiment op om de terugtocht van de Grande Armée te dekken bij Krasnoë. Van de 500 Hollanders die 's ochtends de slag ingingen overleefden er slechts 40.
Jan Coenraad Duuring was majoor bij het 1e Jagers te Paard van de Keizerlijke Garde en had de taak om het hoofdkwartier van Napoleon bij Le Caillou te beschermen.

### De Garde na 1815
Na de 1e abdicatie van Napoleon werden elementen van de Keizerlijke Garde overgenomen door de Koninklijke Garde van Lodewijk XVIII. Naast Gardegrenadiers en -Chasseurs werden ook weer, zoals voor de Franse Revolutie regimenten Zwitsers opgenomen, evenals de compagnieën Musketiers en Garde du Corps. Na Napoleons' 2e abdicatie werd de Koninklijke Garde wederom hervormd. Met de troonsbestijging van Napoleon III werd de Keizerlijke Garde opnieuw opgericht, wederom met regimenten Grenadiers en Jagers te voet, maar ook een regiment Zoeaven. Hoewel deze Keizerlijke Garde moest lijken op haar illustere voorganger onder Napoleon I, heeft het nooit dezelfde mythische status kunnen bereiken.